# پوپوفکا (استان آمور)
پوپوفکا (به لاتین: Popovka) یک منطقهٔ مسکونی در روسیه است که در استان آمور واقع شده‌است.